# Пасха на Украине
Пасха на Украине — государственный праздник, посвящённый событию Воскресению Христа, официально празднующегося на Украине по юлианскому календарю.

## Дата
На Украине установлен выходной на Пасху по юлианскому календарю, как в Болгарии, Греции, Грузии, Кипре, России, Румынии, Сербии, Северной Македонии и Черногории. В Белоруссии до 1997 года. Пасха в Боснии и Герцеговины и Косово является выходной, как по юлианскому, так и по григорианскому календарях. Пасху по юлианскому календарю отмечает Православная церковь Украины, Украинская греко-католическая церковь, Украинская православная церковь Московского патриархата и некоторые протестантские церкви.
Латинская церковь, Мукачевская греко-католическая епархия и протестантские церкви празднуют Пасху на Украине согласно григорианской Пасхалии. Согласно Кодексу законов о труде Украины, Пасха и Троица по григорианскому календарю не являются выходными днями. Пасхальные праздники по григорианскому календарю наиболее широко празднуют в Закарпатской области.
Украинская грекокатолическая церковь планирует провести второй этап календарной реформы, которая будет состоять в праздновании Пасхалии по григорианскому календарю. В настоящее время работает совместная комиссия Вселенского патриархата Константинополя и Латинской церкви, чтобы прийти к общему согласию в праздновании Пасхи, после чего какое решение сможет принять Православная церковь Украины. Настояние некоторых православных на том, что Пасху нельзя праздновать одновременно или перед еврейским Песахом, появилось уже в XI — XII веках. На этом настаивали византийские канонисты.

## Народные традиции

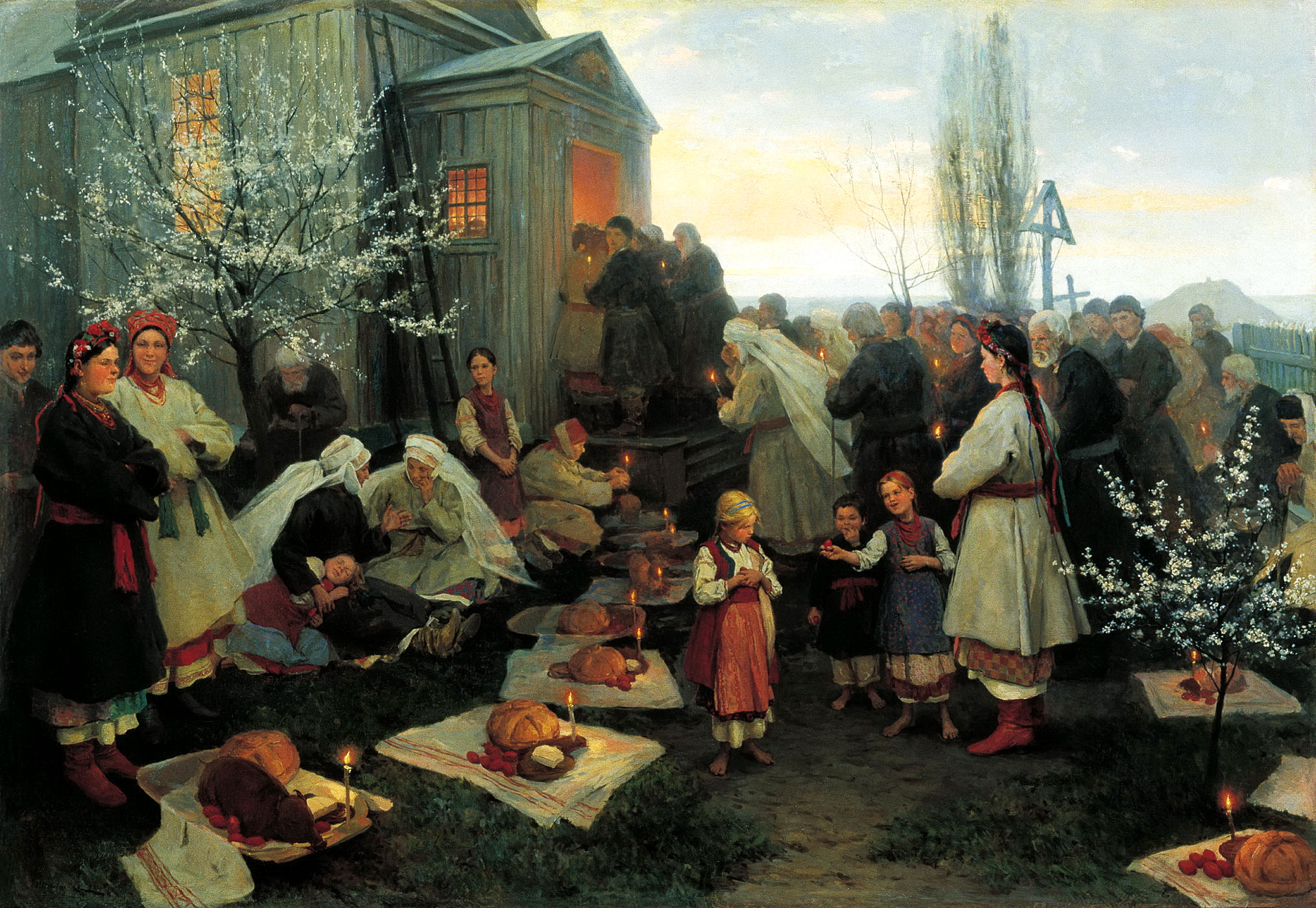
М. К. Пимоненко. Пасхальная утреня. 1891

По словам В. К. Сапиги, Пасха на Украине. — это, кроме всего прочего, праздник весеннего воскресения, обновление природы, которое отмечалось с наступлением дня весеннего равноденствия ещё в дохристианские времена.
На Гуцульщине каждый, увидев рассвет, набожно снимал головной убор и, повернувшись лицом к востоку, низко кланялся, крестился и произносил: «Слава тебе, Господи, за личико твоё Господне, что я показало, праведное; слава Тебе, просвященное!». На Волыни считали, что солнце является королём светящего и греющего днём неба, а ночью прячется за землю, обходит её и утром снова появляется на востоке. На Подолье считали, что солнце — это отражение лика Божия, и потому оно так ярко светит. В старину на Украине девушки молились солнцу. На Приднепровье девушки вставали с утра раньше на Пасху, и шли в сад, вставали под яблоней лицом к востоку и ждали восхода солнца. Как только солнце появлялось, девушки складывали руки, как перед иконой, и молились. После молитвы, на дереве, под которым стояли, делали отметку крестиком на коре и когда яблоня зацветёт, из её цветущих веток плели венок и одевали на голову, затем этот венок хранили и использовали во время гадания на любовь.
Как и на Благовещение, если на Пасху и на последующие дни были тёплые и солнечные, девушки ходили вокруг села (а вслед за ними и маленькие дети) и пели веснушки. На Украине, собравшись на выгоне (на улице) или возле церкви, выводили «кривого танца» «Коструба», символизировавшего зиму.
Волочение проводилось с воскресенья на понедельник, дворы обходили в большинстве своём мальчики 8-12 лет, в обряде порой присутствовали элементы забав. У украинцев до сих пор существует «Волочильный понедельник».
Господин обходил вокруг стола с миской освящённых яиц и куличей. После этого, став лицом к иконам, разрезал на тарелке несколько очищенных освящённых яиц и подносил ко рту каждому члену семьи, приговаривая: «Дай, Боже, чтобы и в том году дождаться святого праздника Воскресения Христова в счастье и здоровье!».
В Херсонской области для тех, кто был в пути и не сидел за праздничным столом вместе с семьёй, хозяйка отрезала кусок пояса и, завернув его в полотенце вместе с тремя красками, клала в красный угол.
В некоторых регионах Украины существовал обычай ставить на праздничный стол тарелку с землёй, где зеленела проросшая лестница овса. На зелень клали столько крашеных яиц, сколько предков хотели вспомнить. Этот обряд совершали, прежде всего, те крестьяне, которые не могли в этот день побывать на могиле своих родителей. Символическая могила могла стоять до проводов. Тогда яйца скармливали скоту или птицам, скорлупу сжигали, а зелень высаживали.
На севере Украины остатки пасхальной трапезы обычно хранили до Юрия дня, когда их несли в поле и закапывали на границе, по углам поля или разбрасывали по полю, считая, что это оберегает поле от града, грозы, бури.
Во многих регионах Украины после пасхального обеда идут на кладбище «похристосоваться с умершими родственниками».

## Оценка популярности
Согласно данным исследования, проведённого Киевским международным институтом социологии (КМИС) в феврале 2024 года, 68 % украинцев празднует Пасху как наиболее популярный праздник, пока Рождество Христово — 70 % и Новый год — 47 %.